# Thailändische Fußballnationalmannschaft (U-23-Männer)
Die thailändische U-23-Fußballnationalmannschaft ist eine Auswahlmannschaft thailändischer Fußballspieler. Sie untersteht dem thailändischen Fußballverband FAT und repräsentiert diesen international auf U-23-Ebene, etwa in Freundschaftsspielen gegen die Auswahlmannschaften anderer nationaler Verbände, bei U-23-Asienmeisterschaften sowie den Fußballturnieren der Olympischen Sommerspiele, der Asienspiele und der Südostasienspiele.
Bisher konnte sich die Mannschaft nicht für das olympische Fußballturnier qualifizieren. An der U-23-Asienmeisterschaft nahm Thailand dreimal teil, schied dabei 2020 erst im Viertelfinale aus. Bei den Südostasienspielen konnte die Mannschaft von 2001 bis 2019 insgesamt siebenmal die Goldmedaille gewinnen. An den Asienspielen nahm Thailand fünfmal teil und wurde 2002 und 2014 jeweils Vierter. Die Südostasienmeisterschaft konnte man 2005 gewinnen. Im März 2024 nahm man als Gastland an der Westasienmeisterschaft in Saudi-Arabien teil und erreichte dort den 7. Platz.
Spielberechtigt sind Spieler, die ihr 23. Lebensjahr noch nicht vollendet haben und die thailändische Staatsangehörigkeit besitzen.

## Bilanzen
| Olympische Spiele - 1992 bis 2024: nicht qualifiziert U-22-/23-Asienmeisterschaften - 2014: nicht qualifiziert - 2016: Gruppenphase - 2018: Gruppenphase - 2020: Viertelfinale - 2022: Gruppenphase - 2024: Gruppenphase Asienspiele - 2002: Vierter - 2006: Viertelfinale - 2010: Viertelfinale - 2014: Vierter - 2018: Gruppenphase - 2022: Achtelfinale | Südostasienspiele - 2001: Sieger - 2003: Sieger - 2005: Sieger - 2007: Sieger - 2009: Gruppenphase - 2011: Gruppenphase - 2013: Sieger - 2015: Sieger - 2017: Sieger - 2019: Gruppenphase - 2021: Zweiter - 2023: Zweiter | Südostasienmeisterschaft - 2005: Sieger - 2019: Zweiter - 2022: Zweiter - 2023: Dritter | Westasienmeisterschaft - 2024: Viertelfinale |